# Јановце (Бардјејов)
Јановце (слч. Janovce) насељено је мјесто са административним статусом сеоске општине (слч. obec) у округу Бардјејов, у Прешовском крају, Словачка Република.

## Становништво
| Година:    | 1994. | 2004.   | 2014.   | 2024.    |
| ---------- | ----- | ------- | ------- | -------- |
| Број људи: | 403   | 419     | 433     | 479      |
| Разлика:   |       | +3,97 % | +3,34 % | +10,62 % |

| Година:    | 2023. | 2024.   |
| ---------- | ----- | ------- |
| Број људи: | 470   | 479     |
| Разлика:   |       | +1,91 % |

Према подацима о броју становника из 2021. године насеље је имало 465 становника.